# Жан-Огюст-Домінік Енгр
Жан-Огю́ст-Доміні́к Енгр (фр. Jean-Auguste-Dominique Ingres; 29 серпня 1780, Монтобан, Франція — 14 січня 1867, Париж) — французький художник, живописець, представник класицизму. Директор Французької академії у Римі (з 1834 року), професор, член п'яти академій, лауреат Римської премії за створення картини «Посли Агамемнона в Ахілла» (1801 рік).

## Біографія

### Молоді роки
Жан-Огюст народився у Монтобані. Батько його Жозеф Енгр був провінційним живописцем, скульптором, архітектором та музикантом. Саме він сприяв розвитку таланту Жана Енгра як художника, так й музиканта. У 1791 році молодий Енгр поступив до Академії міста Тулуза, де його вчителем став живописець Рок. Водночас він грав у театральному оркестрі на скрипці.
У 1797 році Енгр переїхав до Парижу, де поступив у майстерню Ж.-Л. Давіда. Під проводом Давіда склалися основи мистецтва Енгра.

### Творчість та подальше життя
У 1801 році, представивши на конкурс свою картину «Посли Агамемнона у Ахілла», Енгр виборов Велику римську премію. Вона повинна була забезпечити 4-річне перебування молодого художника в Італії. Внаслідок відомчих фінансових труднощів Енгр потрапив до Італії лише через декілька років. Весь цей час він відвідував майстерню Сюїсса. Багато часу проводив у Луврі та бібліотеках. Великий вплив на нього мали картини Рафаеля.
Щоб заробити собі на життя Енгр почав малювати портрети — «Портрет Наполеона Бонапарта», 1804 рік, «Портрет гравера Демаре», 1805 рік. Вони були виставлені у Салоні в 1806 році, але отримали прохолодну оцінку критиків та глядачів.
Перебуваючи в Італії, Енгр створив багато малюнків та картин із краєвидами Рима, зокрема Ватикана, церкви Санта-Марія-Маджоре, вілли Медічі, будинку Рафаеля. Крім того, Енгр багато писав картин з теми «ню», яка стала його найулюбленішою.
У 1813 році Енгр узяв шлюб з родичкою його римських знайомих — Мадлен Шапель. Попри те, що сватання було заочним, шлюб виявився щасливим.
Крах імперії Наполеона І у 1814 році примусив до від'їзду багатьох французів, які залишили Рим, бо в Італії їх вважали завойовниками. Але Енгр залишився в місті, де багато малював портретів. У цей час він працював графітними олівцями, усю картину створював за один сеанс.

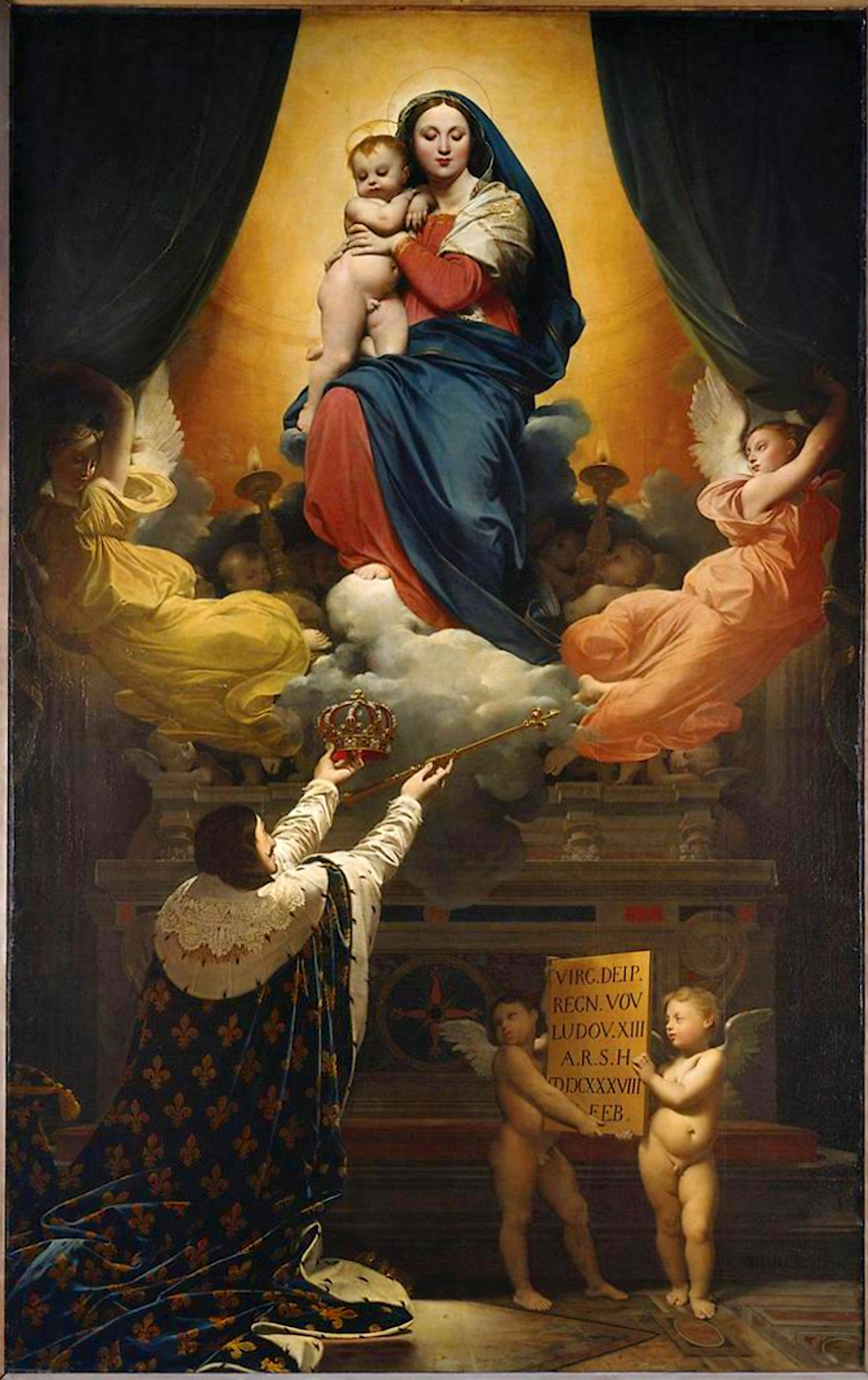
Обітниця Людовика XIII

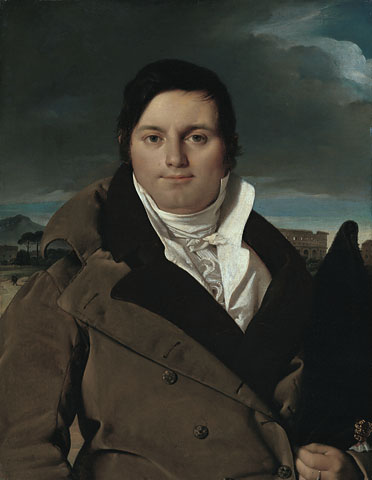
Портрет Жозефа Мольтедо, 1810 р. Метрополітен-музей

У 1820 році Енгр переїхав до Флоренції. Тут він також багато працював над портретами. Але головним результатом цього періоду творчості художника стала вівтарна картина «Обітниця Людовика XIII» (1820—1822), виконана для собору міста Монтобан.
Після повернення до Франції у 1824 році Енгра нагородили орденом Почесного легіону та обрали академіком. У Парижі він відкрив власну майстерню. Найбільш значущою роботою цього часу стала алегорична композиція «Апофеоз Гомера», яка прикрасила плафон одного із зал Карла V у Луврі. Картина перенасичена історичними портретами, серед яких є й портрет Ніколя Пуссена.
Під час революції 1830 року Енгр разом з іншими митцями охороняв Лувр та його мистецькі скарби. Водночас працював над великою релігійною композицією «Мучеництво святого Симфоріона» для собору міста Оттен. Але у Салоні в 1834 році вони зустріла прохолодні відгуки й жорстку критику, хоча й справедливу. У цьому ж році Енгра призначили директором Французької академії у Римі. За роки свого керування (1834—1841) Енгр відреставрував та розширив навчальні приміщення, запровадив навчальний курс з вивчення археології, збільшив кількість класів з живою натурою, значно поповнив фонд бібліотеки й колекцію галереї зліпків. За цей час він написав лише три картини — «Одаліски й рабиня», 1839 рік, «Стратоніка», 1836—1840 роки, «Мадонна перед чашею з причастям», 1841 рік.
У 1849 році померла дружина Енгра Мадлен. У 1852 році він одружився вдруге з Дельфіні Рамель.
Після повернення до Франції Енгр узяв участь у творчому протистоянні між прихильниками стилю класицизм, яких підтримував Енгр, та романтизму, на чолі котрих стояв Ежен Делакруа. Всі ж вони протистояли групі реалістів та їхньому лідеру Густаву Курбе. Під час Всесвітньої виставки 1855 року усі лаври дісталися одному Енгру. В останні роки він продовжив тему «ню», писав багато портретів сучасників, постійно малював.

### Останні роки
Ще у 1866 році Енгр склав заповіт, згідно з яким усі його картини та малюнки передавалися місту Монтобан. Він до останнього часу продовжував писати картини. 8 січня 1867 року під час роботи над новою картиною «Христос у гробниці» Енгр застудився та захворів на пневмонію і вже 14 січня помер. Похований на цвинтарі Пер-Лашез. У 1869 році у Монтобані було відкрито музей Енгра.

## Стиль

### Рисунок
Енгр писав: «Рисунок - це чесність у мистецтві», і далі: «Робити рисунок не означає просто відтворювати контури; рисунок не обмежується лише лінією. Рисунок - це також вираження, внутрішня форма, план та модель. Гляньте, що ж залишиться після цього! Рисунок в собі містить три з половиною чверті того, що складає живопис. Якби я мав вивіску над дверима, я б написав: ʼʼШкола рисункуʼʼ, і я впевнений, що добре навчив би живописців.» Енгр був переконаним, що рисунок був суттєвим у картині та вже становив собою все, окрім кольору. Продиктоване його освітою, значення рисунку було беззаперечним для нього, протягом свого життя він створив їх тисячі - копії картин інших художників та ескізи природи. Він сам написав: «Нехай не мине жодного дня без проведеної лінії [...] лінія - це вже весь малюнок».[джерело?]

## Енгр і Делакруа
Академізм, його охоронні та реакційні позиції, відбилися і на поведінці Енгра. Той зневажливо відносився до художника Делакруа і його творів, як і до мистецтва стилю романтизм. Не схвалював він і творів Курбе, який представляв французький реалізм. Старий Енгр був сучасником появи картин Едуарда Мане, що віщувало невмирущість традицій Рубенса, Жеріко, Делакруа, які не сприймав і лаяв завзятий академіст Енгр.

## Ранні докори Енгру
Серед тих, хто подав власні твори на салон ще 1814 року був Жан-Огюст-Домінік Енгр, пристрасний прихильник класицизму, із прагненням повернути його авторитет. Аналітик картин Франсуа Мьєль зневажливо поставився до його картин, як і більшість тодішніх відвідувачів Салонів. Він писав — 
| Твір Енгра несе на собі відбиток таланта при фальшивій системі того, хто пішов хибним шляхом... Наївність недосвідченості не позбавлена привабливості, але сама претензія на цю наївність у період, коли (класичне) мистецтво пройшло всі етапи власного розвитку, стало неприємним недоліком... Лише духом (своєрідного ) сектантства можна пояснити таке засліплення. (Я) оплакую таке засліплення. Здригаюсь, бо бачу, як талант прагне попри все повернути мистецтво назад. |

## Портрети Енгра
На відміну від анемічних, занадто ніжних і спотворених неволею одалісок, гаремних жінок і міфічних Анжелік, реальні жінки на портретах Енгра дивували освіченістю, самовпевненістю, елегантністю, хоча теж відчували і свою залежність (від грошей і чоловіків), і свою неволю. Сучасницями Енгра були Жермена де Сталь, Поліна Віардо і Жорж Санд, розум, здібності, таланти яких не поступалися розуму і таланту багатьох чоловіків. Жінки опановували чоловічі сфери діяльності й ставали відомими художницями (Віже-Лебрен), співачками (Малібран, Поліна Віардо), письменницями (Мадам де Сталь, Жорж Санд). Набули розвитку процеси емансипації. І зовсім скоро, ще за житті Енгра, жінки опинилися на полях війни і в шпиталях, де рятували поранених войовничих чоловіків.
Надзвичайно чутливий художник, Енгр мимоволі відтворив перехідну епоху в своїх портретах, і жіночих, і чоловічих. Найбільш сміливим і далекоглядним сучасникам художника академічні картини Енгра були вже не потрібні. Мало кого міг схвилювати «Апофеоз Гомера» 1827 р., коли вулицями блукали каліки наполеонівських воєн, коли всі пам'ятали роки окупації Франції, вимушену еміграцію супротивників Наполеона, шалений перебіг подій на верхівці влади без отримання стабільності.
Зате надзвичайно цінували його портрети, які якісно відбивали брутальну реальність, проблематику сучасності, її втрати, протиріччя і непорозуміння. У портретах Енгр мимоволі переставав бути завзятим академістом і ставав на позиції схвильованого красою людини реаліста. Енгр поетично і точно фіксував ускладнену психологію покоління наполеонівських авантюр, шалених змін урядів, повернення французьких емігрантів, запеклих суперечок наполеонівських ветеранів і ще живих прихильників королівської влади. Саме як прекрасний портретист Енгр і увійшов в історію мистецтва XIX століття.

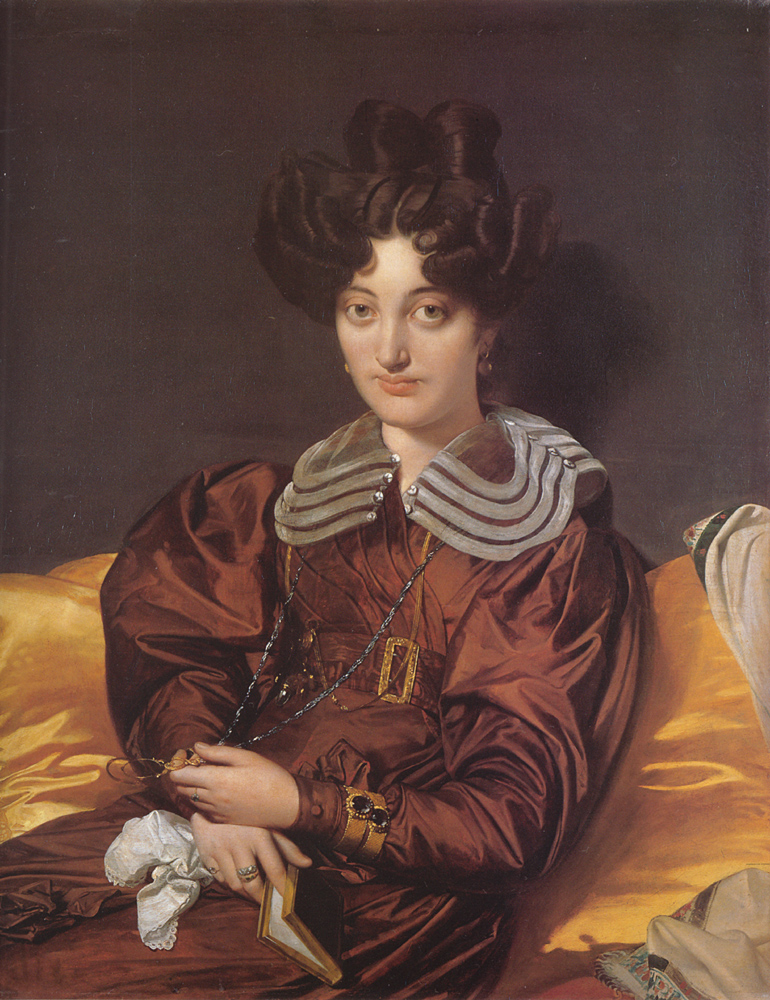
Портрет Марі Маркотт, 1826 р., Лувр.
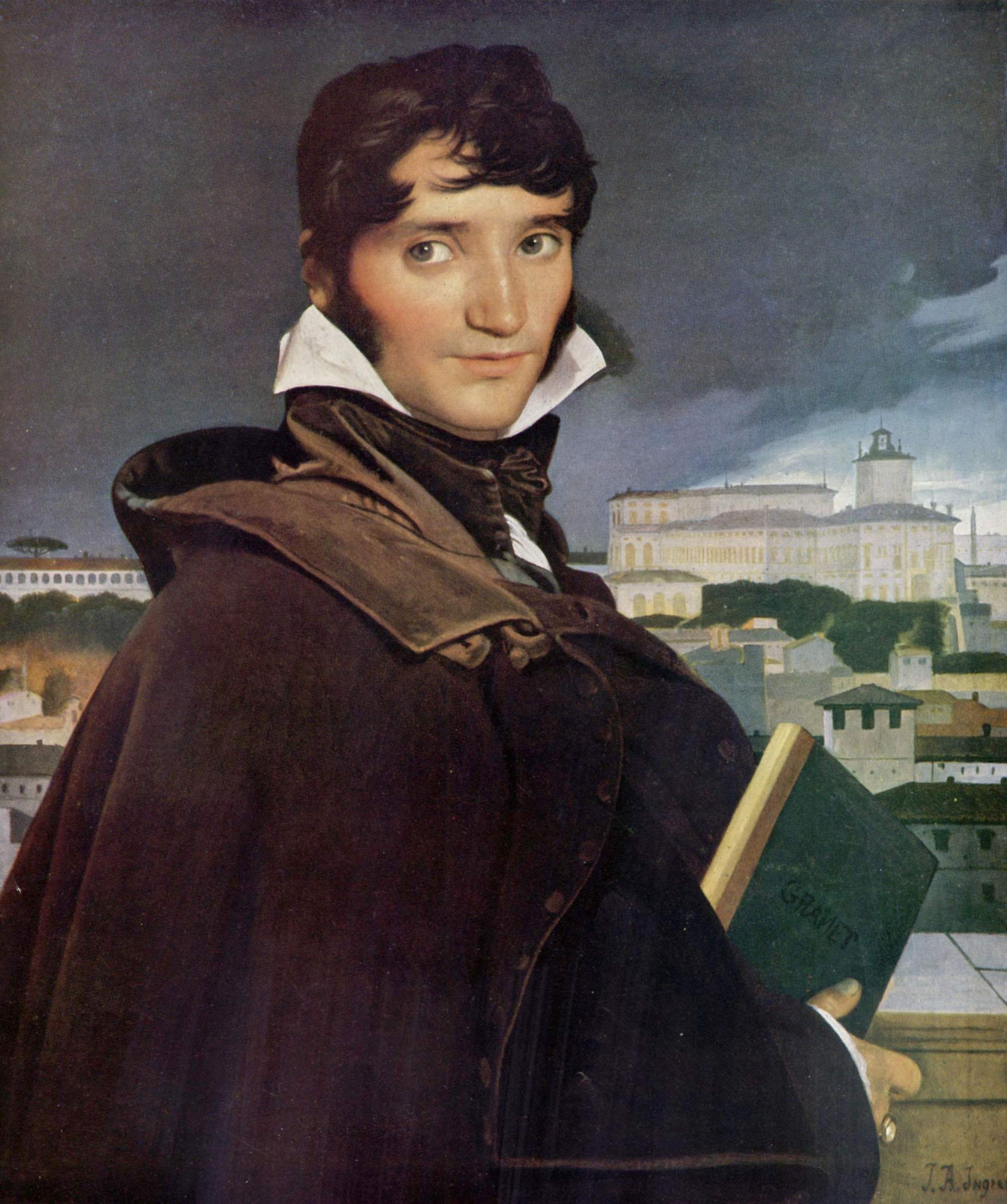
Портрет художника Гране, 1807 р.
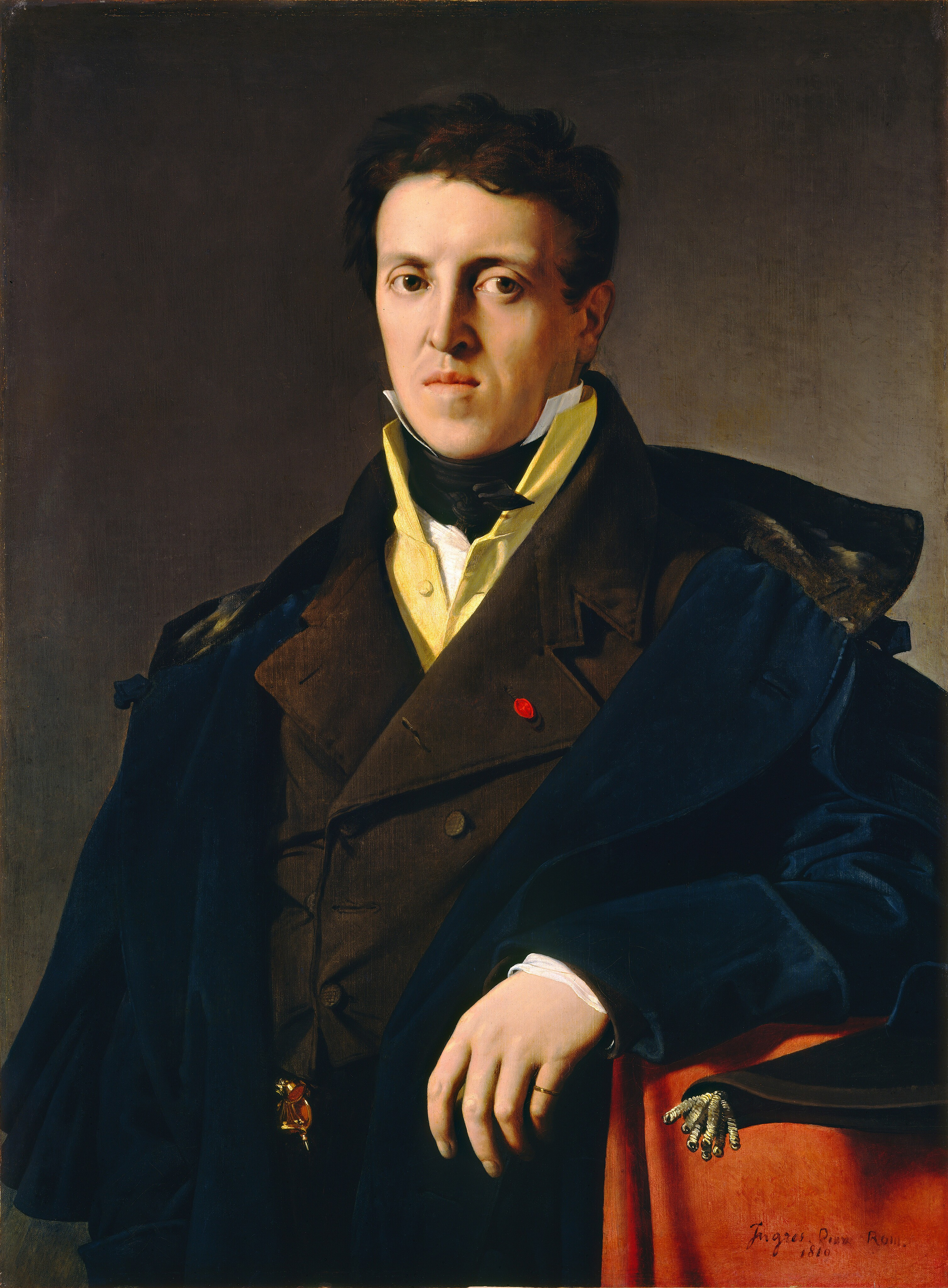
Шарль Маркотт, 1810 р.
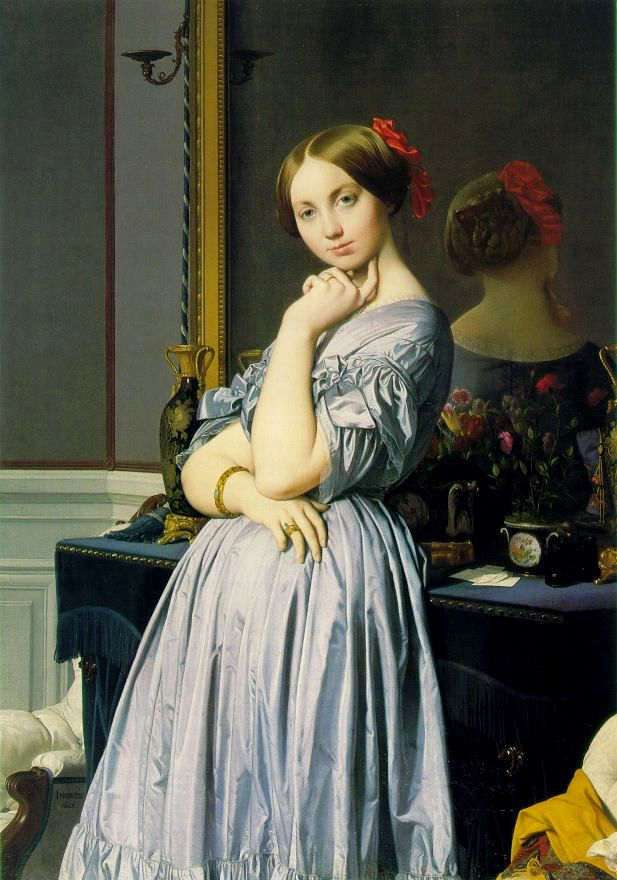
Луїза де Брольї, віконтесса д'Ассонвіль

## Академічні картини Енгра

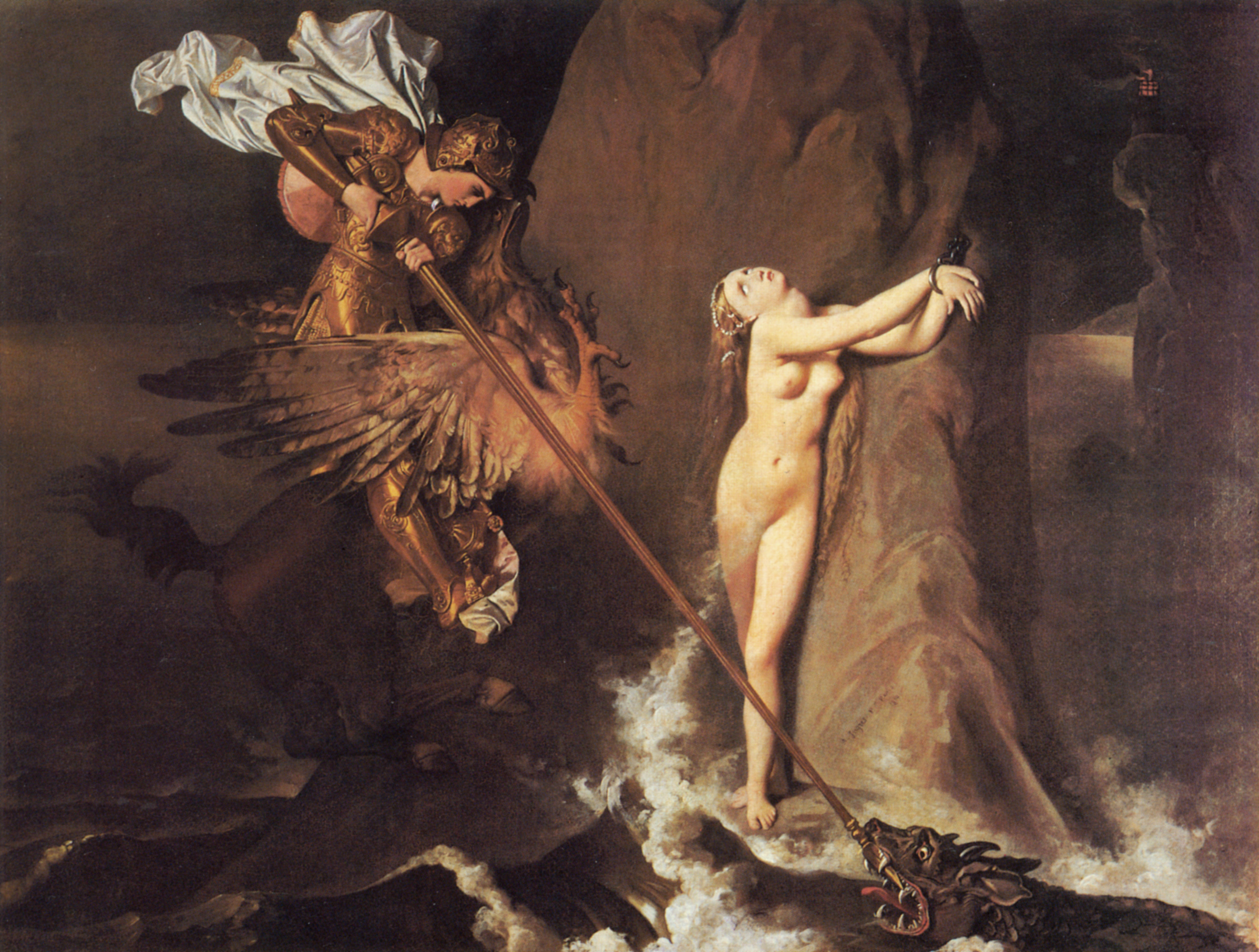
Лицар Роже рятує Анжеліку, 1819 р.
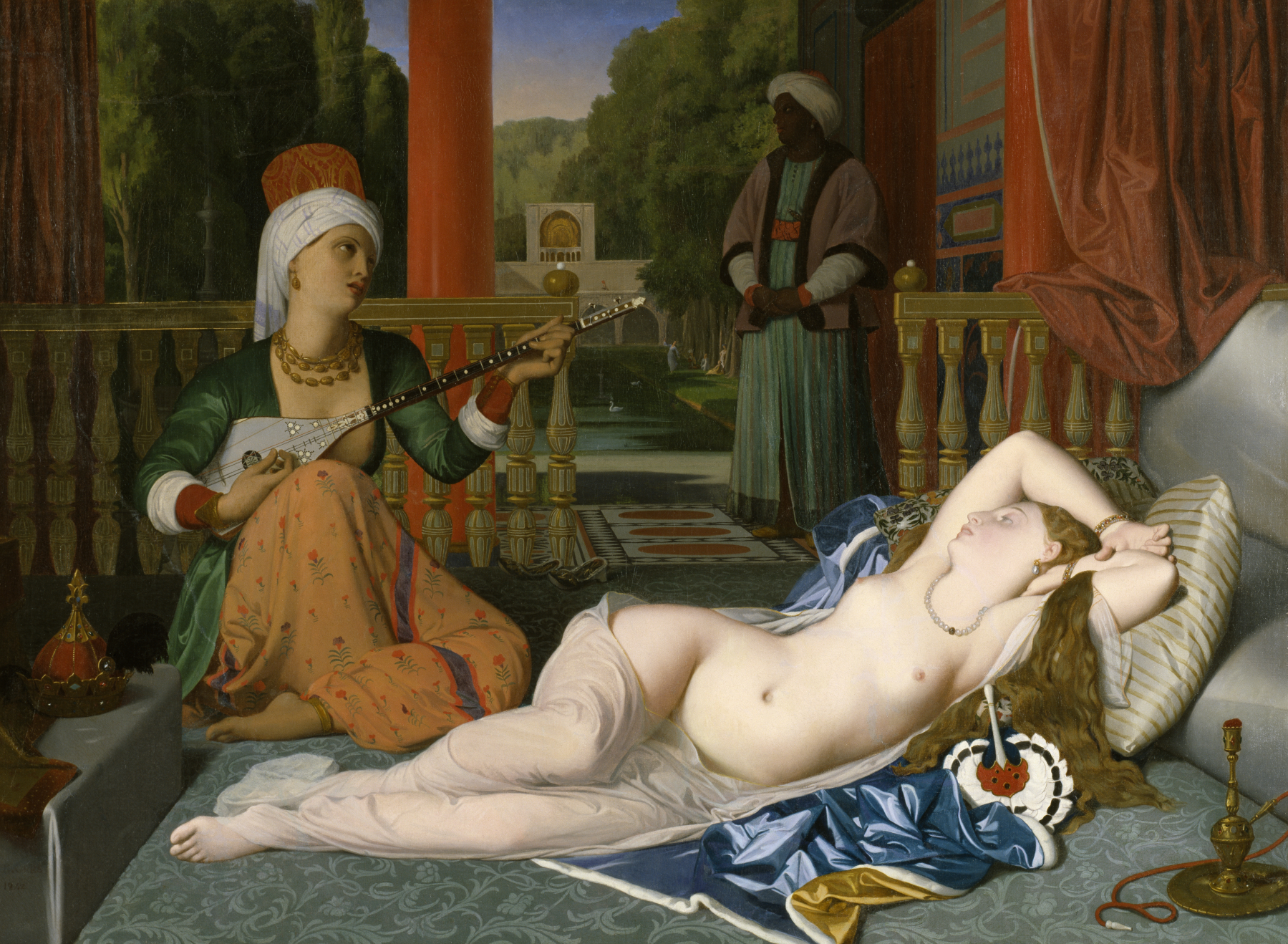
Одаліска з рабинею, 1842 р.
Апофеоз давньогрецького поета Гомера, 1827 р.
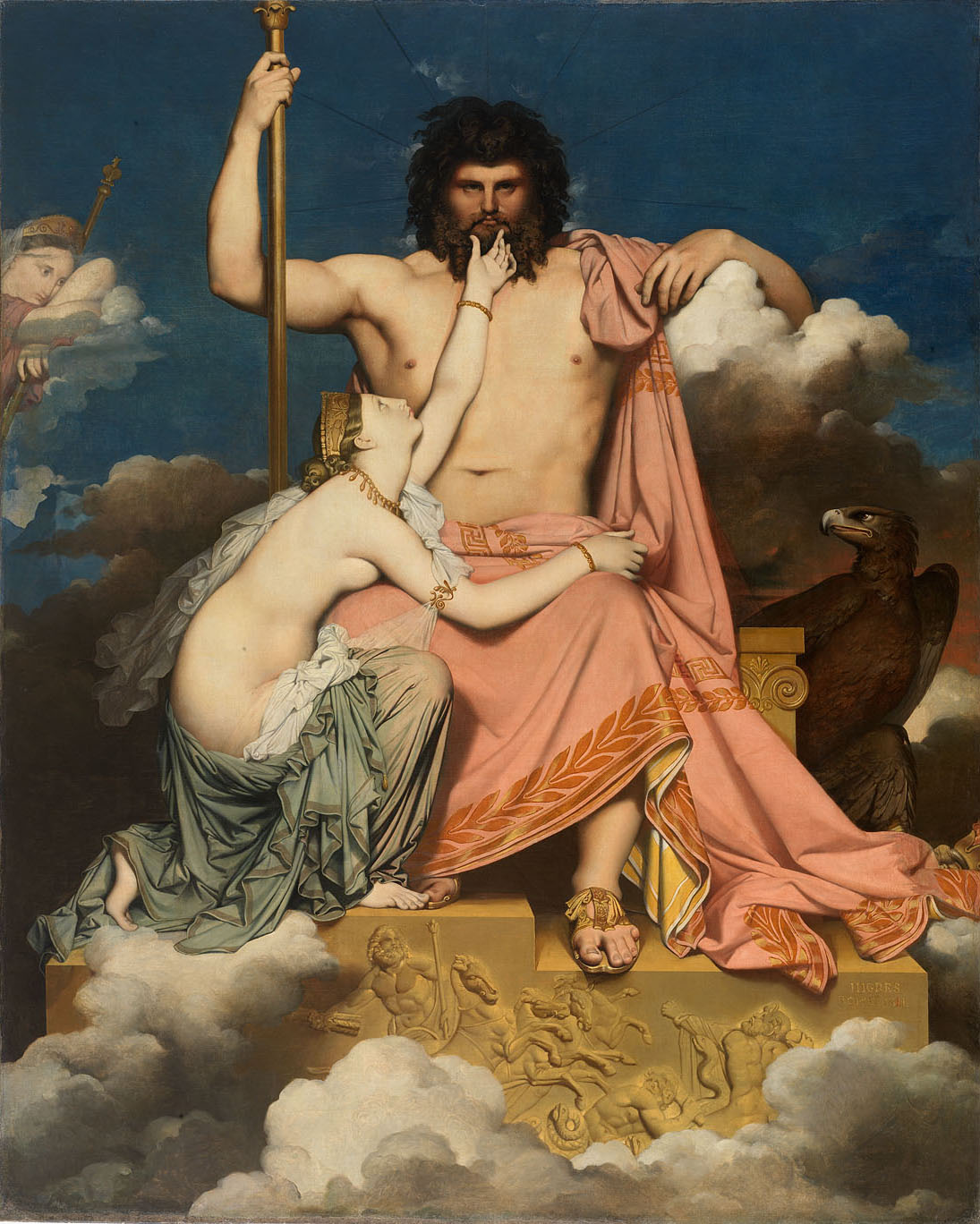
Юпітер і Фетіда, 1811 р.

## Найзначніші картини

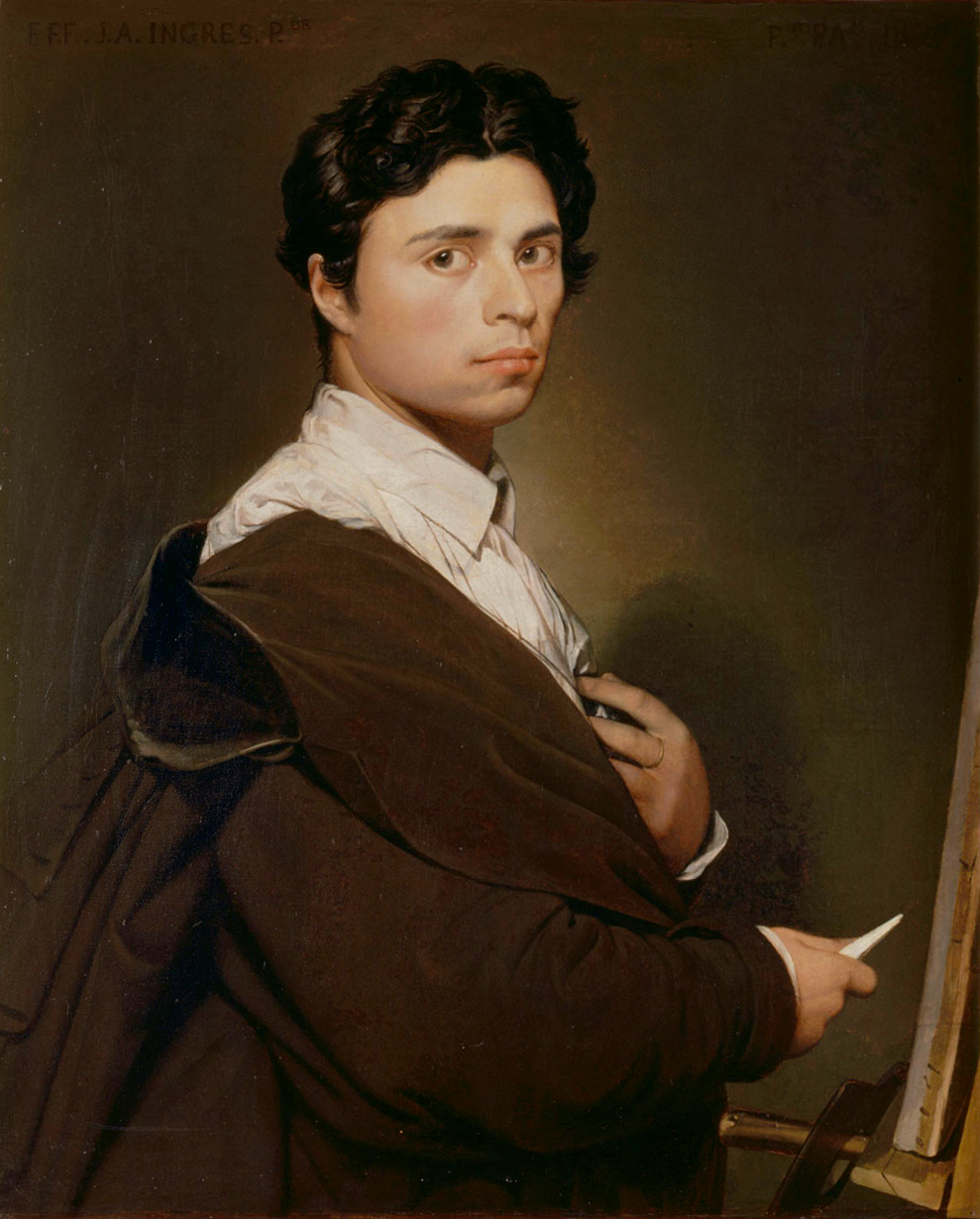
Жан-Огюст-Домінік Енгр у 1804 році, музей Конде, Шантійї, Франція.

- Портрет художника Франсуа Маріуса Гране, 1807 рік.
- Купальниця Вальпенсона, 1808 рік.
- Портрет Нікколо Паганіні, 1819 рік, малюнок.
- Портрет мадам Детуш, 1816 рік.
- Портрет родини Стаматі, 1818 рік.
- Апофеоз Гомера, 1824 рік
- Портрет Луї Франсуа Бертена Старшого, 1832 рік.
- Венера Андіомена, 1848 рік.
- Жанна д'Арк на коронації Карла VII у Реймському соборі у 1429 році, 1854 рік.
- Портрет графині Луїзи Д'Оссонвіль, 1842—1845 роки.
- Портрет мадам Гонз, 1852 рік.
- Джерело, 1856 рік.
- Турецька лазня, 1862 рік.

## Вибрані малюнки Енгра

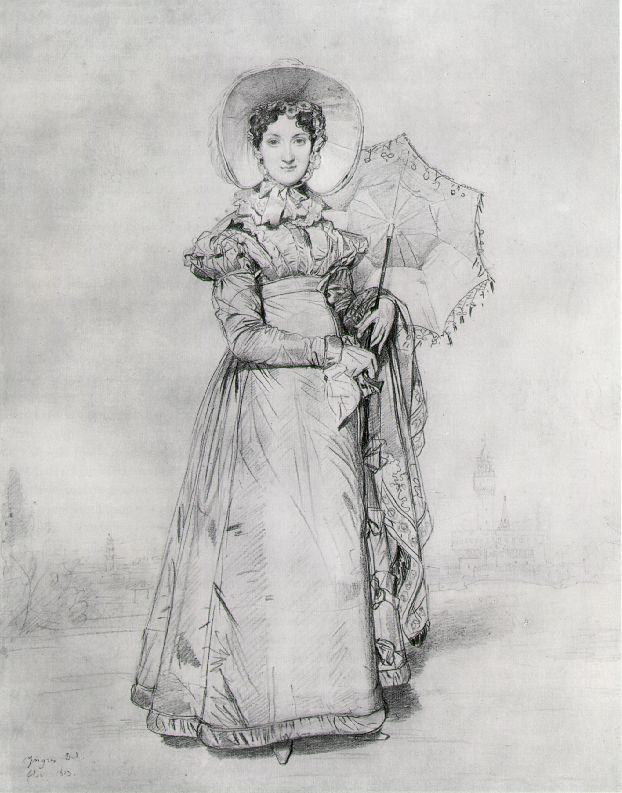
«Тереза Ногарола, віконтесса Аппоньї». 1823 р., Художній музей Фогг, Масачусетс, США.

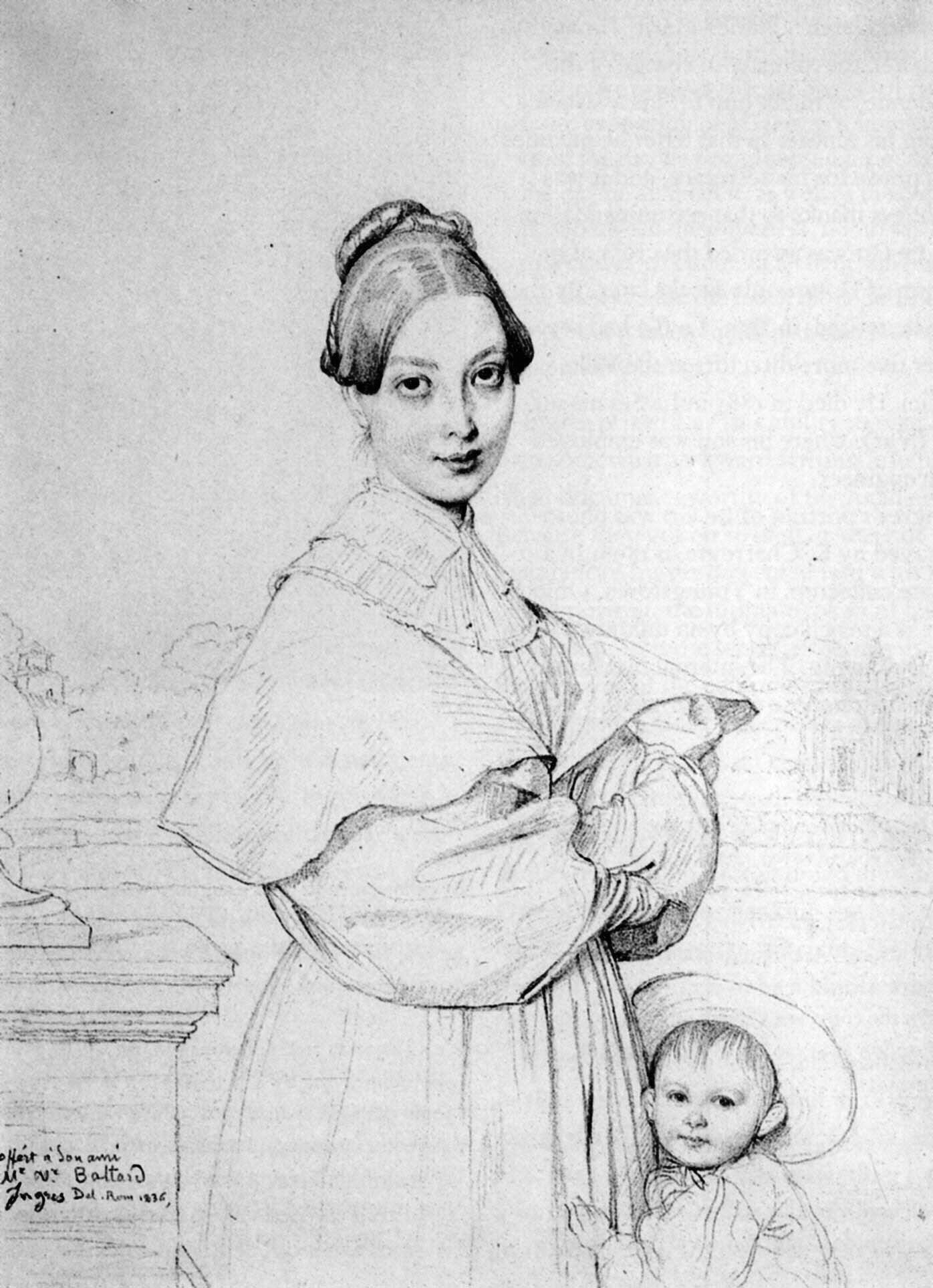
«Мадам Віктор Бальтар і її дочка Поль», 1836 р.
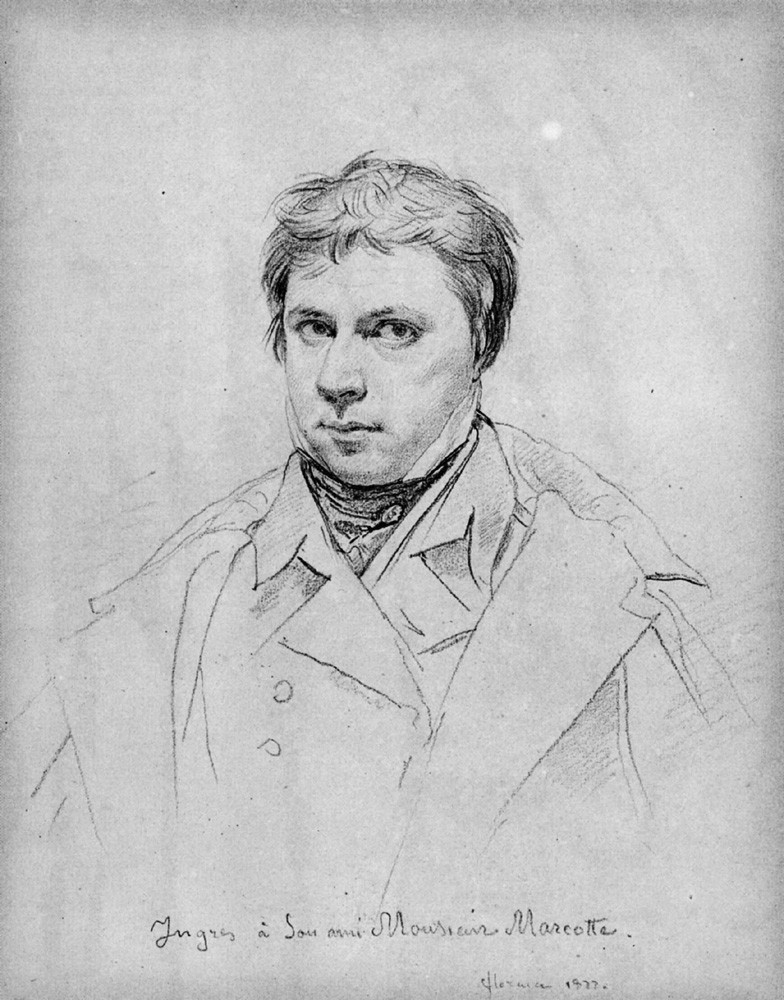
Автопортрет у 42 роки, привате зібрання
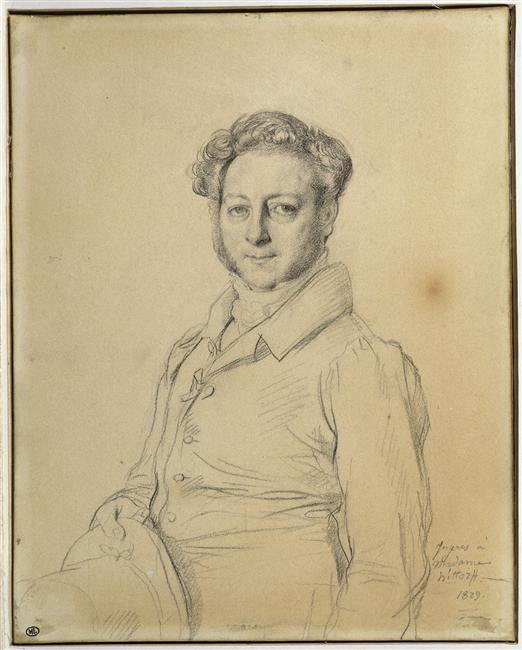
«Жак Гітторф, архітектор», 1829 р., Лувр, Париж.
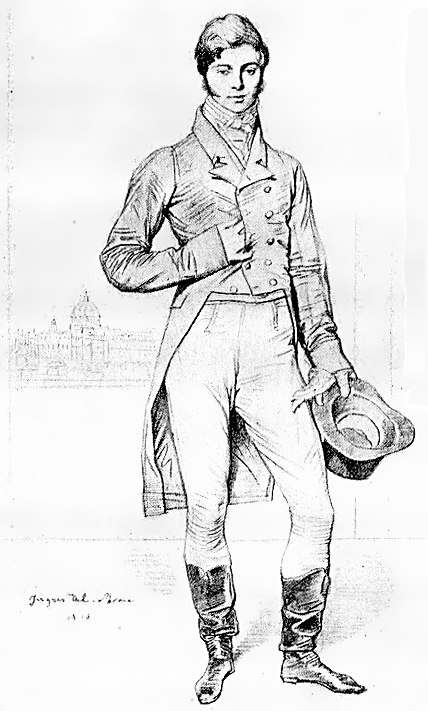
«Лорд Грентхем», 1816 р.
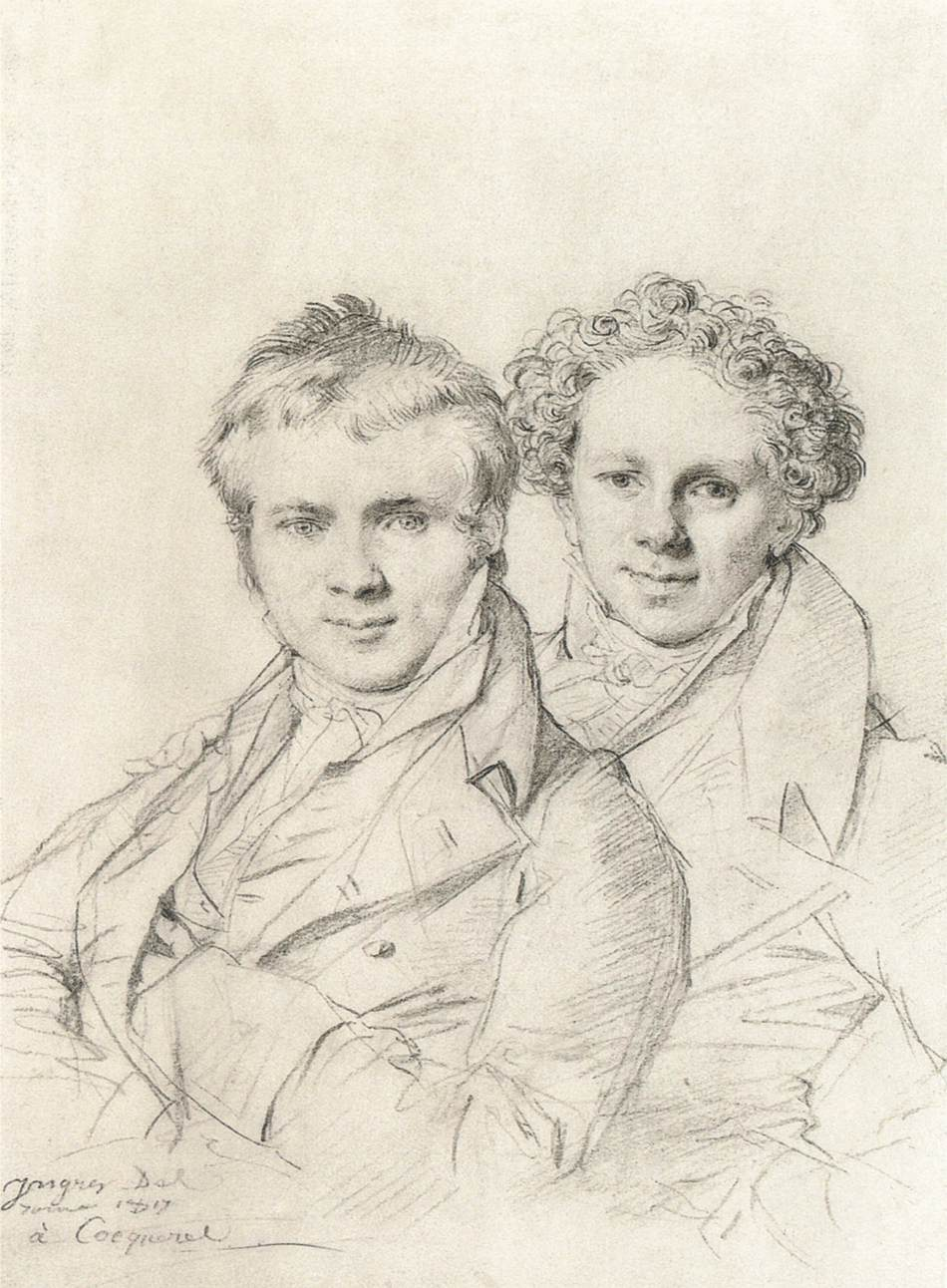
«Отто Магнус фон Штакельберг та Якоб Лінк», подвійний портрет, 1817 р.
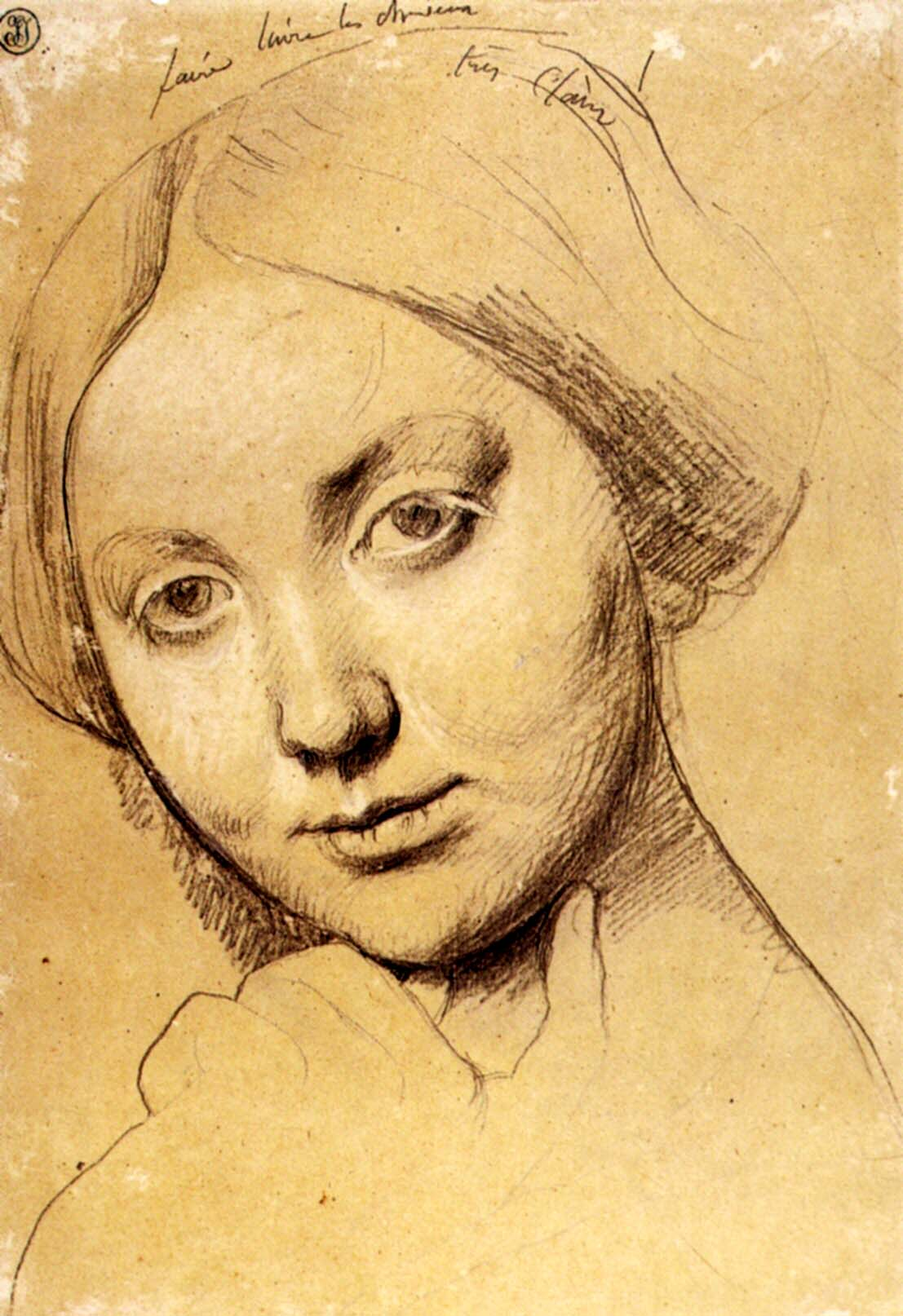
Віконтесса Отенін д'Гассонвіль, до шлюбу Луїза Альбертіна де Брольї
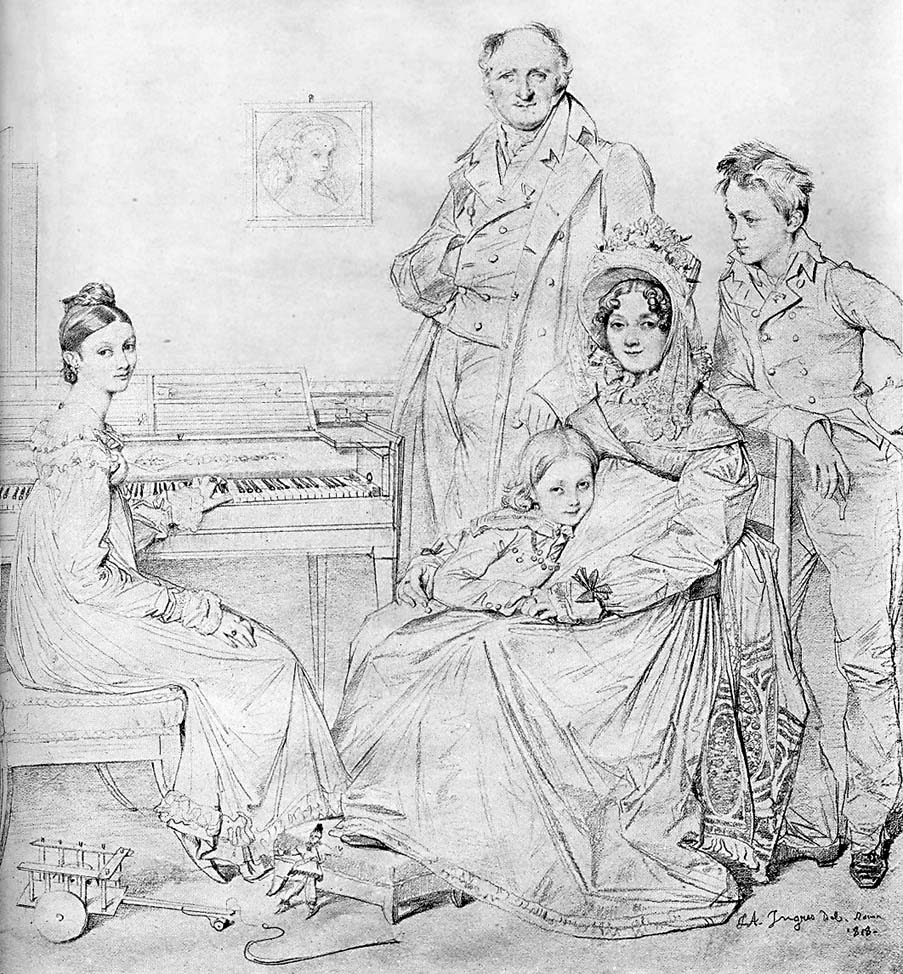
«Родина Стаматі», 1818 р.
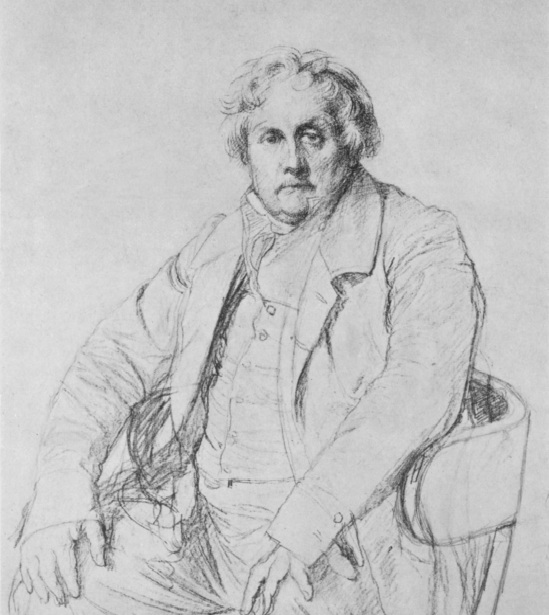
«Портрет Бертена старшого». Остаточно знайдена композиція, що увійшла в портрет олійними фарбами, 1832 р.

## Галерея портретів Енгра

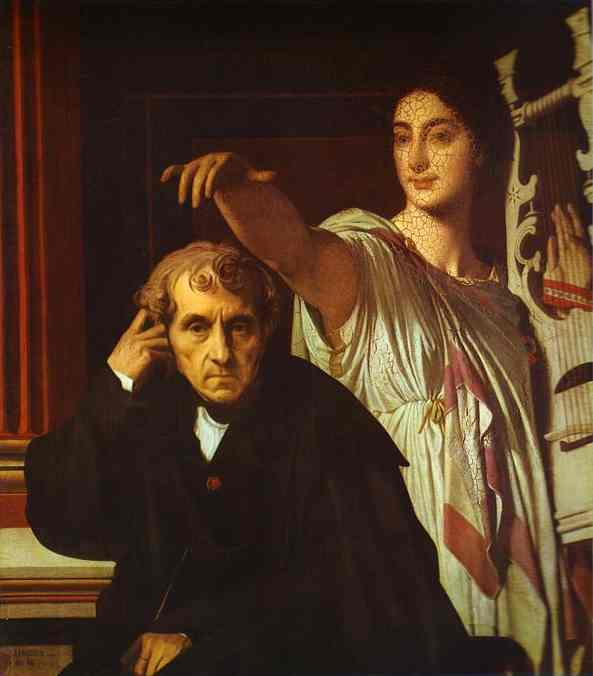
Луїджи Керубіні і муза
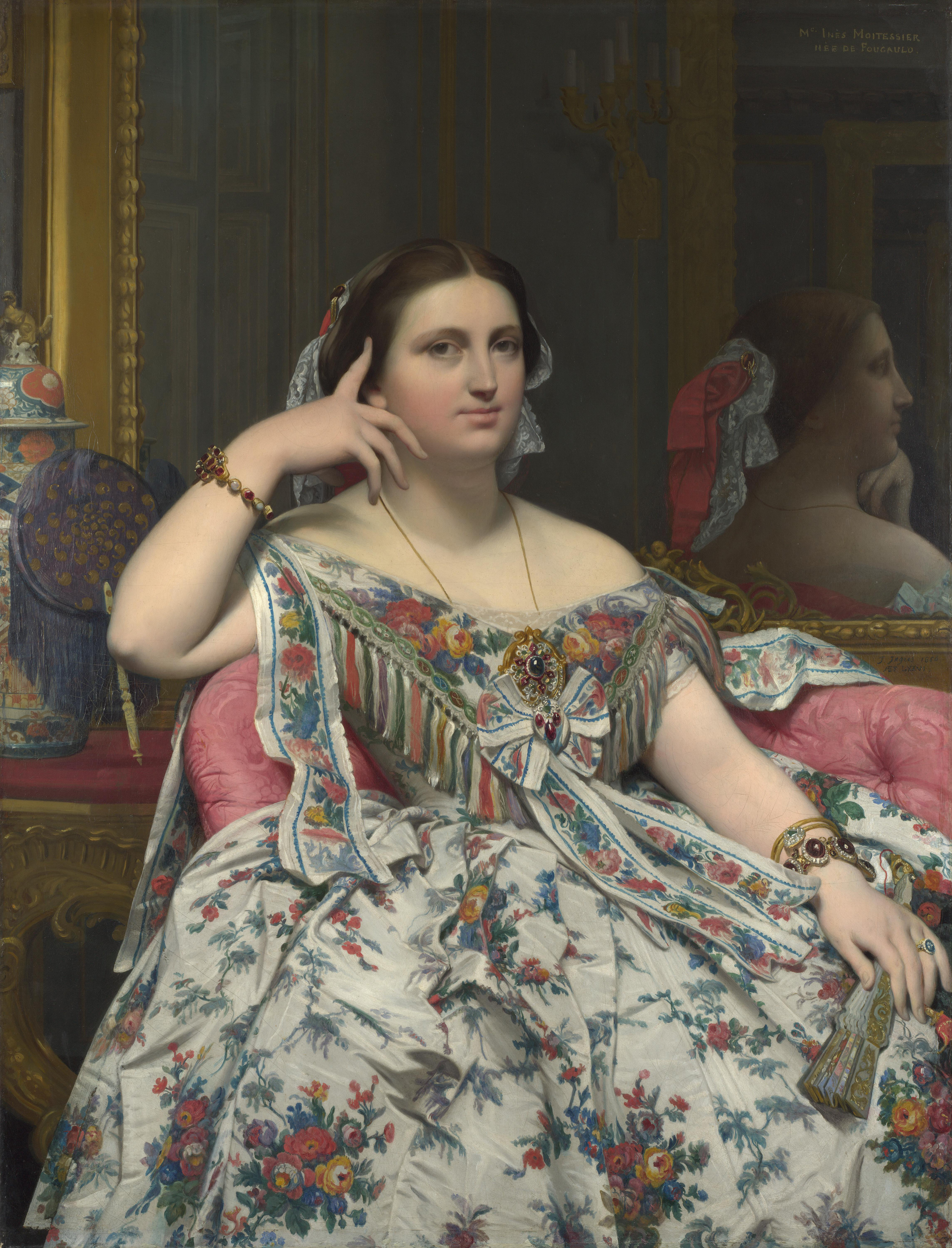
Мадам Муатесьє, Національна галерея (Лондон)
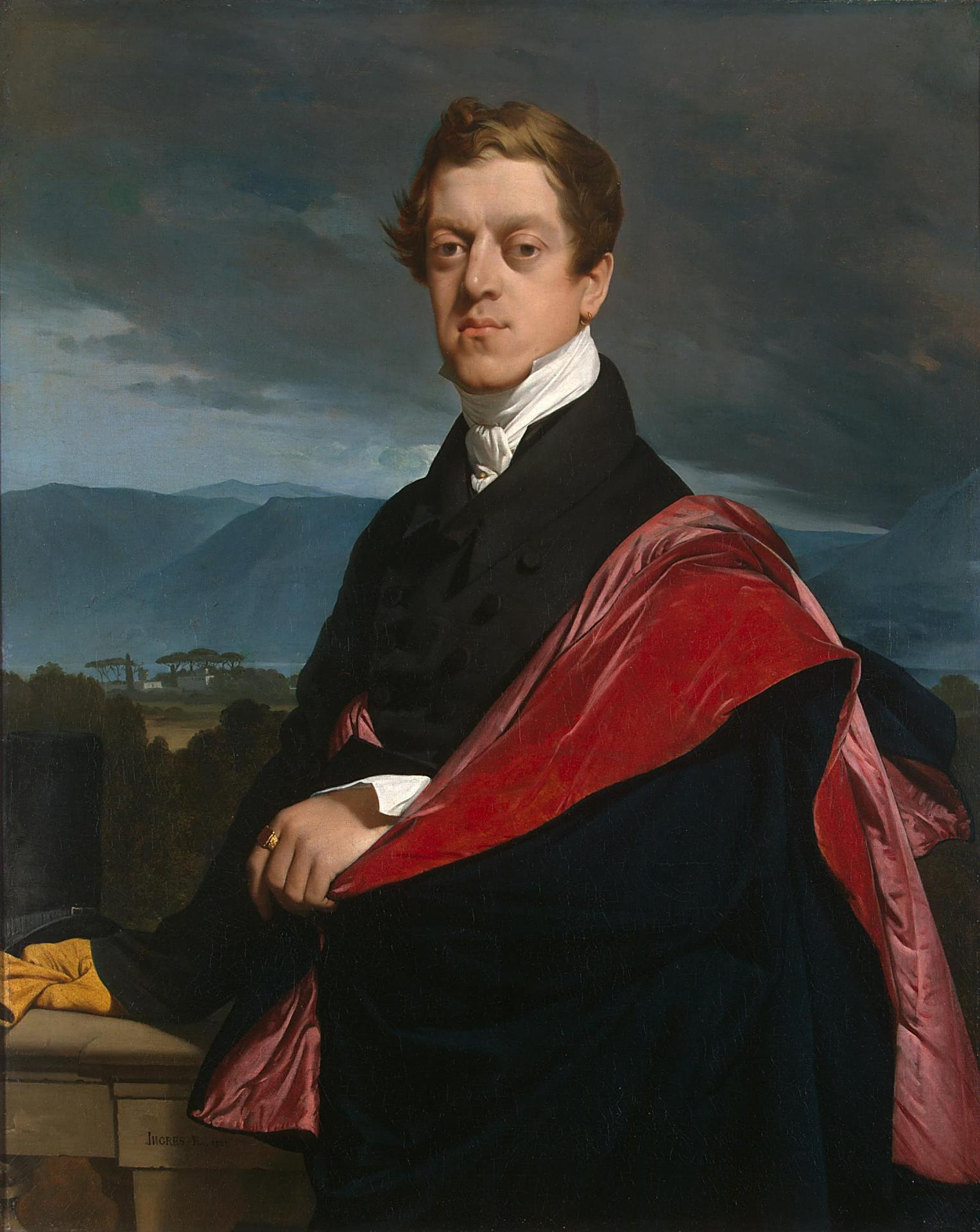
Російський дипломат Гур'єв, Ермітаж
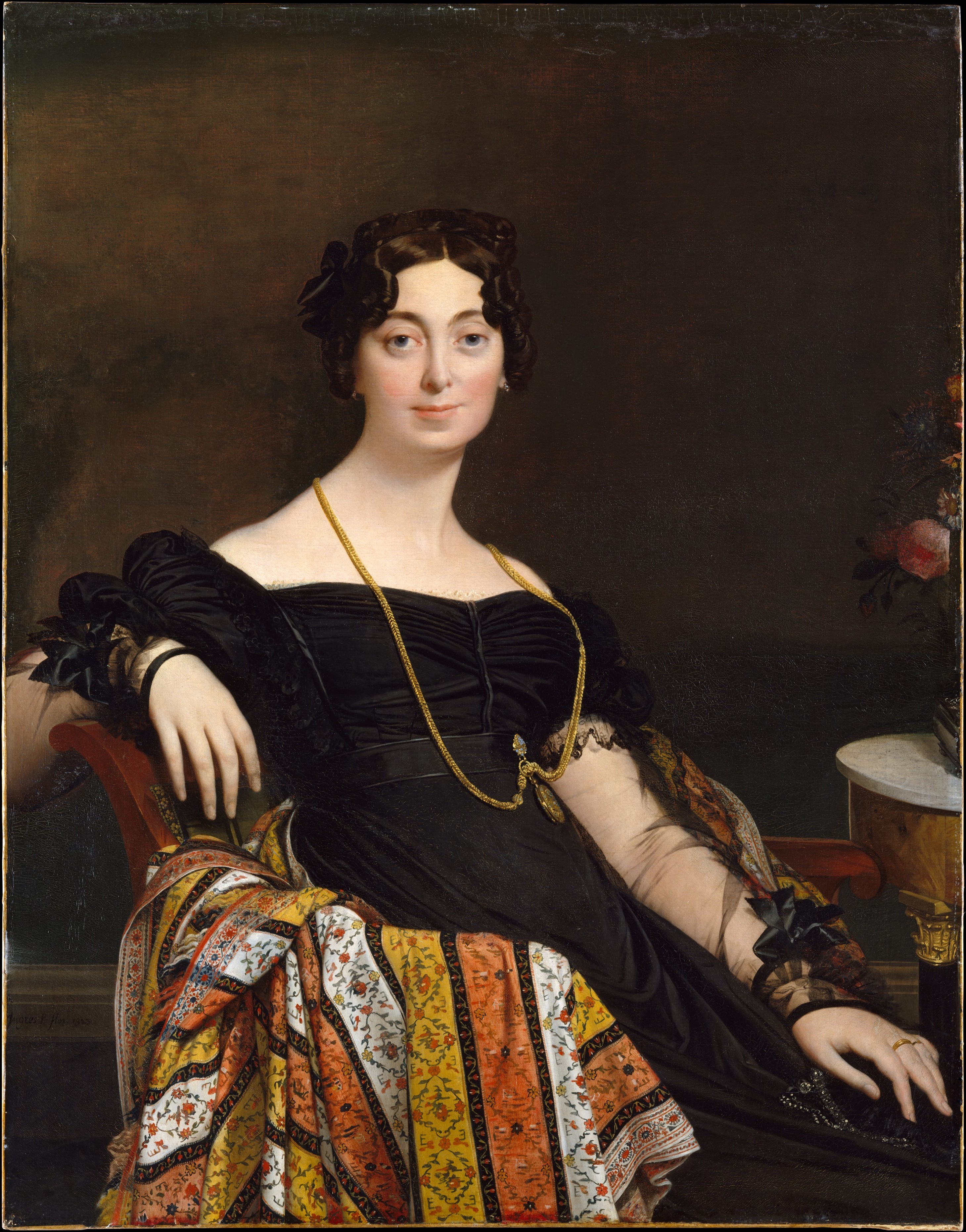
Мадам Леблан
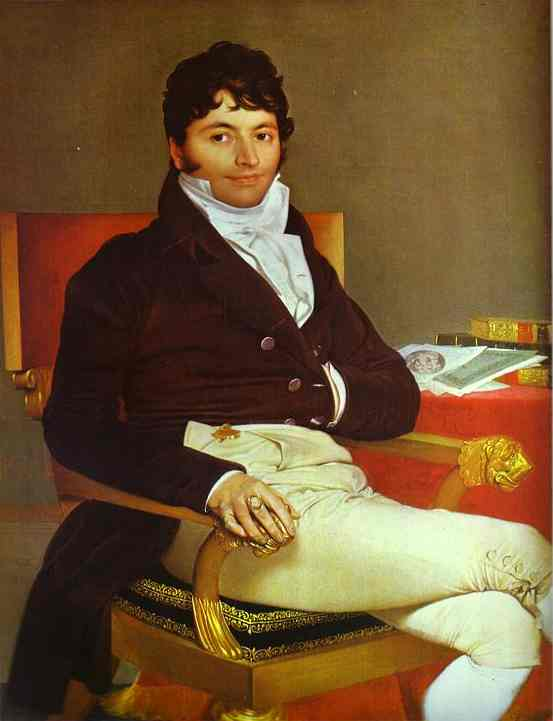
Мсьє Рів'є
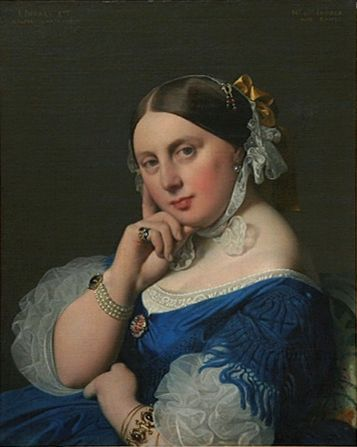
Портрет Дельфін Рамель, дружини художника